# Polityka pieniężna
Polityka pieniężna, także polityka monetarna – część polityki gospodarczej, polegająca na systematycznych działaniach mających na celu zapewnienie stabilności cen, czyli niskiej inflacji. Politykę pieniężną państwa prowadzi bank centralny lub inna instytucja rządowa upoważniona do realizacji tej funkcji. Oddziałuje ona na poziom podaży pieniądza oraz na kursy walutowe.

## Cele polityki monetarnej banku centralnego
- Cel finalny (główny i nadrzędny) – jest to odpowiednio zdefiniowany cel ogólnogospodarczy wynikający z realizacji polityki gospodarczej danego kraju. Przykładowo w Polsce celem finalnym NBP jest „utrzymanie stabilnego poziomu cen przy jednoczesnym wspieraniu polityki gospodarczej rządu o ile nie ogranicza to realizacji tego celu” (Ustawa o NBP z 1997 r.).
- Cel pośredni – wyznaczenie określonej kategorii ekonomicznej, która pozostaje w stabilnej relacji z celem finalnym. Przykładowo w Polsce NBP stosuje strategię bezpośredniego celu inflacyjnego, choć dopiero w 2004 r. Rada Polityki Pieniężnej ustaliła wysokość owego celu inflacyjnego na 2,5 proc. z możliwością odchylenia do 1 punktu procentowego w górę lub w dół. Oznacza to, że roczny wskaźnik CPI powinien w każdym miesiącu znajdować się jak najbliżej 2,5 proc.[2]
- Cele operacyjne, które zależą od celu finalnego i powinny wpływać na cel pośredni:

1. Kontrola stóp procentowych
2. Kontrola przyrostu podaży pieniądza
3. Stabilizowanie poziomu kursu walutowego
4. Kształtowanie masy pieniądza rezerwowego
5. Kształtowanie poziomu stóp procentowych

Działania banku centralnego w ramach celów operacyjnych można podzielić na:
- Politykę restrykcyjną (twardą), której celem jest zmniejszanie podaży pieniądza poprzez sprzedaż papierów wartościowych na otwartym rynku, podwyższanie stóp procentowych, zmiany poziomu rezerw obowiązkowych – jest to polityka antyinflacyjna.
- Politykę ekspansywną (miękką), której celem jest zwiększanie podaży pieniądza poprzez zakup papierów wartościowych na otwartym rynku, obniżanie stóp procentowych, obniżanie poziomu rezerw obowiązkowych.

### Strategie realizacji celów
Jako że bank centralny nie ma możliwości bezpośredniego oddziaływania na poziom cen, koncentruje się na określaniu i realizacji celów operacyjnych. Określa zatem poziom zmiennych, do których przeważnie zalicza się podaż pieniądza, stopę procentową, kurs walutowy, nominalny PKB oraz prognozę inflacji – pełnią one rolę wskaźników polityki pieniężnej. Ich wrażliwość pozwala na łatwiejsze określenie, czy prowadzona przez bank centralny polityka jest ekspansywna, czy raczej restrykcyjna w stosunku do danego okresu.
W zależności od tego, jaki cel pośredni zostanie obrany wyróżnia się:
- strategię monetarną (ang. monetary targeting) – jako bezpośredni cel występuje podaż pieniądza[3];
- operowanie zmianami stopy procentowej (ang. interest rate targeting) – wpływanie na ceny kredytów[4];
- oddziaływanie na kurs walutowy (ang. exchange rate targeting) – uwzględnianie jego wpływu na ceny eksportu i importu oraz pośredniego wpływu na poziom cen krajowych[5];
- oddziaływanie na dochód nominalny (ang. nominal income targeting) – uzależnianie polityki pieniężnej od dochodu nominalnego[6]
- strategię bezpośredniego celu inflacyjnego (ang. direct inflation targeting) – dążenie do uzyskania określonego poziomu inflacji. W strategii tej korzysta się również z prognozowania poziomu inflacji[6].

## Podstawowe instrumenty polityki pieniężnej
Instrumenty polityki pieniężnej to instrumenty jakimi posługują się banki centralne w celu kontroli podaży pieniądza i krótkoterminowej stopy procentowej.
Podzielić je można na:
- instrumenty pośrednie – oddziałują na płynność bankową, czyli podaż i koszt kredytów. Banki centralne czynią to za pomocą trzech klasycznych instrumentów, do których należą;
  - polityka dyskontowa – zmiana oficjalnej stopy redyskontowej;
  - operacje otwartego rynku – sprzedaż lub skup papierów wartościowych z rynku;
  - kontrola rezerw obowiązkowych – regulacja poziomu rezerw obligatoryjnie gromadzonych przez banki;
- instrumenty typu administracyjnego – związane z bezpośrednią kontrolą banku centralnego nad systemem bankowym – np. racjonowanie kredytów.

Ponadto banki centralne oddziaływać mogą przez perswazję (ang. moral suasion) – przekazywanie wszelkich uwag i sugestii w stronę polityki banków komercyjnych. Polega to zazwyczaj na ustnym formułowaniu przez bank centralny i rząd nieformalnych zaleceń w celu wymuszenia określonych działań. Często oddziaływanie to ma skalę znacznie szerszą – międzynarodową i wywierane jest przez międzynarodowe organizacje finansowe.

## Polityka pieniężna oparta na ilościowej teorii pieniądza I. Fishera
Polityka ta nazywana jest czasem polityką pasywną i kieruje się zasadą dostosowywania wielkości podaży pieniądza do zmian w realnej podaży wszelkich dóbr i usług. Według teorii Fishera można to osiągnąć poprzez wykorzystywanie ilościowych i jakościowych pośrednich instrumentów polityki pieniężnej, bez ingerencji w mechanizm rynku. Pierwszy rodzaj instrumentów określa kwotę refinansowania banków komercyjnych i wszelkich podmiotów pozabankowych przez bank centralny. Drugie zaś tyczą się dostępnych bankom warunków, form i kosztów tego refinansowania pieniądzem banku centralnego. Bank centralny korzysta więc z tych instrumentów, by kontrolować ogólną stabilność podaży pieniądza.

## Asymetria skutków polityki pieniężnej
Skuteczność działań polityki pieniężnej zależy od tego, czy jest wykorzystywana do pobudzenia, czy do przyhamowania aktywności gospodarczej, przy czym jest ona większa w przypadku działań restrykcyjnych, m.in. z następujących powodów:
1. Mnożnik pieniężny jest wyższy przy zmniejszaniu niż przy zwiększaniu bazy monetarnej.
2. Zerowe ograniczenie nominalnych stóp procentowych (ang. zero lower bound). Ponieważ nominalna stopa procentowa nie może spać poniżej zera (przy założeniu zerowego oprocentowania gotówki) standardowa polityka monetarna może okazać się nieskuteczna w dalszym stymulowaniu gospodarki. Rozwiązaniem jest zastosowanie niestandardowej polityki pieniężnej – luzowania ilościowego (ang. quantitative easing).
3. Restrykcyjna polityka pieniężna poprzez racjonowanie kredytu prowadzi do spadku podaży kredytu dla pewnych klientów. Stąd można mieć pewność co do spadku wolumenu faktycznie udzielonych kredytów nawet jeśli popyt na nie nie spada. W przeciwieństwie do tego ekspansywna polityka pieniężna wywołuje wzrost podaży kredytu, być może do poziomu przekraczającego popyt i dlatego wolumen faktycznie udzielonych kredytów niekoniecznie musi ulec zwiększeniu.

## Instytucje polityki pieniężnej w Polsce
- Narodowy Bank Polski (bank centralny),
- Rada Polityki Pieniężnej

Zgodnie z art. 12. ust. 1 ustawy o Narodowym Banku Polskim Rada Polityki Pieniężnej ustala corocznie założenia polityki pieniężnej i przedkłada je do wiadomości  Sejmowi równocześnie z przedłożeniem przez Radę Ministrów projektu ustawy budżetowej. Rada składa Sejmowi sprawozdanie z wykonania założeń polityki pieniężnej w ciągu 5 miesięcy od zakończenia roku budżetowego. Zgodnie z art. 204 ust. 1 Konstytucji Najwyższa Izba Kontroli przedkłada co roku Sejmowi analizę wykonania założeń polityki pieniężnej (i budżetu państwa). Wszystkie dokumenty są publikowane w postaci druków sejmowych.